# Беляев, Павел Фёдорович
Павел Фёдорович Беляев (род. 1929) — деятель советских спецслужб, полковник. Лауреат Государственной премии СССР.

## Биография
Павел Беляев родился в 1929 году в городе Владимире. Окончил Московский педагогический институт им. В. И. Ленина и в 1950 был принят в Высшую школу криптографов ГУСС.
В 1951 году со второго курса ВШК был направлен в аспирантуру и закончил её в 1954 году. Защитил диссертацию на соискание ученой степени кандидата физико-математических наук. Работал в 8-м Главном Управлении КГБ, затем занимал должности начальника отдела и научного консультанта Управления.
Доктор физико-математических наук, профессор, действительный член Академии криптографии. Лауреат Государственной премии СССР (1974). Автор более 50 научных трудов и учебных пособий.
Павел Фёдорович Беляев был награждён орденом Красной Звезды, медалью ордена «За заслуги перед Отечеством» II степени и прочими медалями.